# Juin 1863

## Événements
- 3 juin : grave tremblement de terre aux Philippines ; l'Église San Agustin est le seul monument intact à Manille.
- 7 juin : les troupes françaises, commandées par les généraux Forey et Bazaine entrent dans Mexico et l’occupent pour venir en aide à Maximilien.
- 9 juin : mort à Herat de l’émir Dost Mohammad. Des luttes fratricides entre ses fils laissent le pays dans un état d’agitation permanente pendant plus d’une décennie.
- 11 juin, France : convention entre le gouvernement et la Compagnie du Chemin de fer de Paris à Orléans portant sur la concession des lignes de Tulle à Brive, Orsay à Limours, La Flèche à Aubigné, Châteaulin à Landerneau, Commentry à Gannat, Pithiviers à Malesherbes, Pithiviers à Orléans par Neuville, et des embranchements de Cahors à la ligne Périgueux-Agen, de Villeneuve-sur-Lot à la ligne Périgueux-Agen, et du bassin d'Ahun à Aubusson.
- 20 juin : la Virginie-Occidentale devient le trente-cinquième État de l’Union américaine.
- 23 juin, France : ministère d’Auguste Billault qui succède à celui de Walewski. Victor Duruy ministre de l’Instruction publique.
- 30 juin : statut libéral des universités en Russie.

## Naissances
- 11 juin : Maurice Depret, compositeur français († 3 novembre 1933).
- 12 juin : Lev Skrbenský z Hříště, cardinal tchécoslovaque († 24 décembre 1938).
- 25 juin : Émile Francqui, officier, explorateur, diplomate et homme d'État belge († 1er novembre 1935).

## Décès
- 17 juin : Wolfred Nelson, patriote et maire de Montréal.